# ГЕС Níěrjī
ГЕС Níěrjī (尼尔基水电站) — гідроелектростанція на північному сході Китаю, на межі провінцій Внутрішня Монголія та Хейлунцзян. Використовує ресурс із річки Неньцзян, лівої притоки Сунгарі, котра в свою чергу є правою притокою Амуру. 
В межах проекту долину річки перекрили насипною греблею висотою 42 метра та довжиною 7180 метрів, центральна частина якої довжиною 1676 метрів має асфальтобетонне ядро, а бічні ділянки – глиняне ядро. Гребля утримує велике водосховище із об’ємом 8611 млн м3 та припустимим коливанням рівня поверхні у операційному режимі між позначками 195 та 216 метрів НРМ (під час повені до 219,9 метра НРМ). 
Інтегрований у греблю машинний зал обладнали чотирма турбінами типу Каплан потужністю по 62,5 МВт, які забезпечують виробництво 639 млн кВт-год електроенергії на рік.